# Cytidinedifosfaat
Cytidinedifosfaat of CDP is een ribonucleotide die is opgebouwd uit het nucleobase cytosine, het monosacharide ribose en twee fosfaatgroepen. 

## Biochemische functies
Cytidinedifosfaat speelt samen met CDP-choline een rol bij de fosfatidesynthese (zoals bij de biosynthese van lecithine) en bij de biosynthese van deoxycytidinedifosfaat (dCDP).